# Chesterfield (Virginia)
Chesterfield es una ciudad en el condado de Chesterfield, a 9 km de Richmond en la Mancomunidad de Virginia, Estados Unidos.
En ella destaca la producción de tabaco creadora de la conocida marca estadounidense "Chesterfield". 
Posee también una explotación minera importante en la que destacan la bauxita (aluminio), la plata, el oro y otros minerales de menor importancia. 
- Datos: Q1377220
- Multimedia: Chesterfield, Virginia / Q1377220